# Uncas Liljefors
Uncas Hubert Staffan Liljefors, född 6 december 1938 i Umeå, är en svensk målare och skulptör.
Han är son till Staffan Liljefors och sonson till Bruno Liljefors. Uncas Liljefors studerade vid Konstfackskolan och för Bror Hjorth i Uppsala.